# Casearia trivalvis
Casearia trivalvis är en videväxtart som först beskrevs av Francisco Manuel Blanco, och fick sitt nu gällande namn av Merrill. Casearia trivalvis ingår i släktet Casearia och familjen videväxter. Inga underarter finns listade i Catalogue of Life.